# Kalanchoe orgyalis
Kalanchoe orgyalis är en fetbladsväxtart som beskrevs av John Gilbert Baker. Kalanchoe orgyalis ingår i släktet Kalanchoe och familjen fetbladsväxter. Inga underarter finns listade i Catalogue of Life.

## Bildgalleri

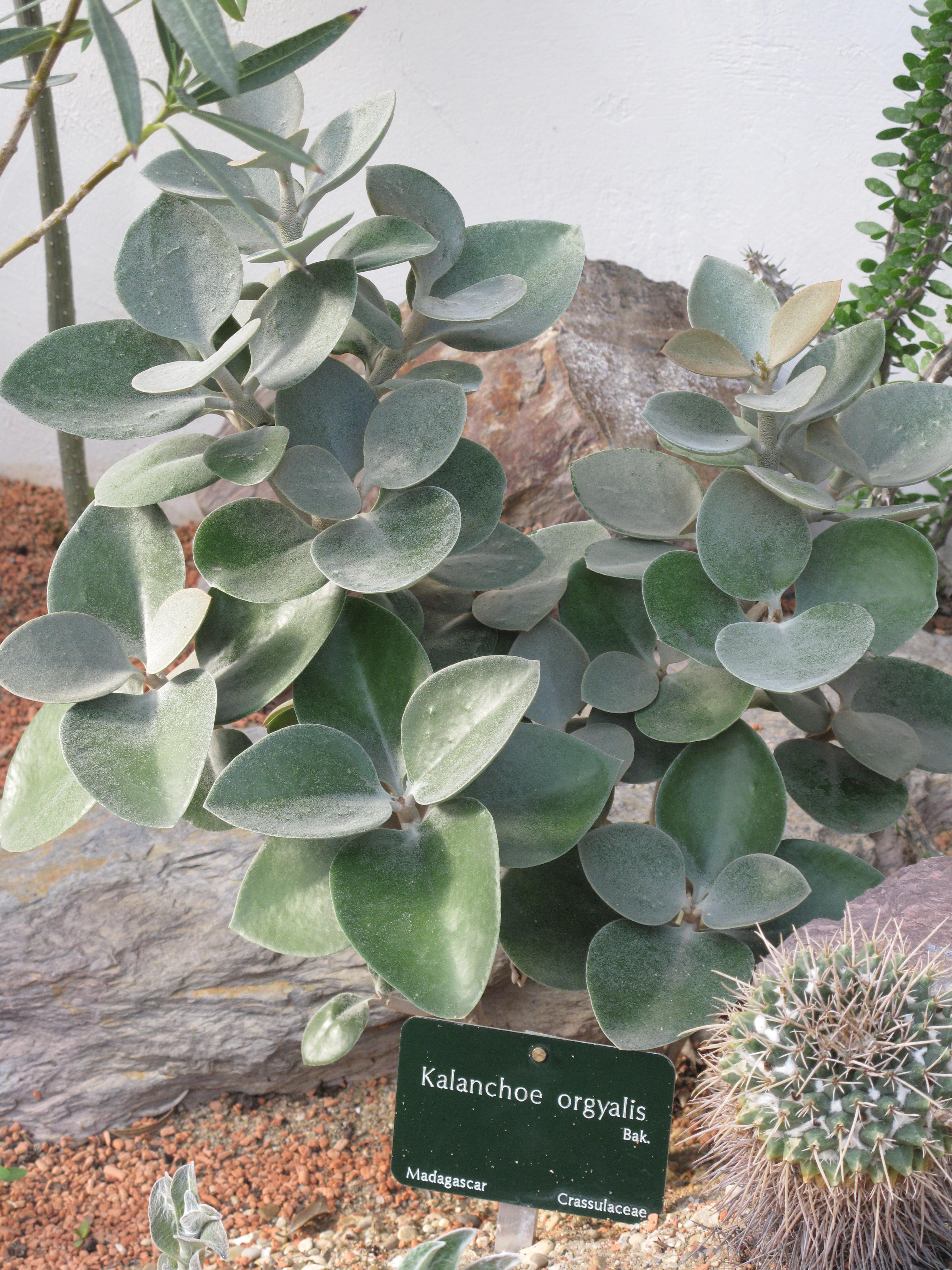
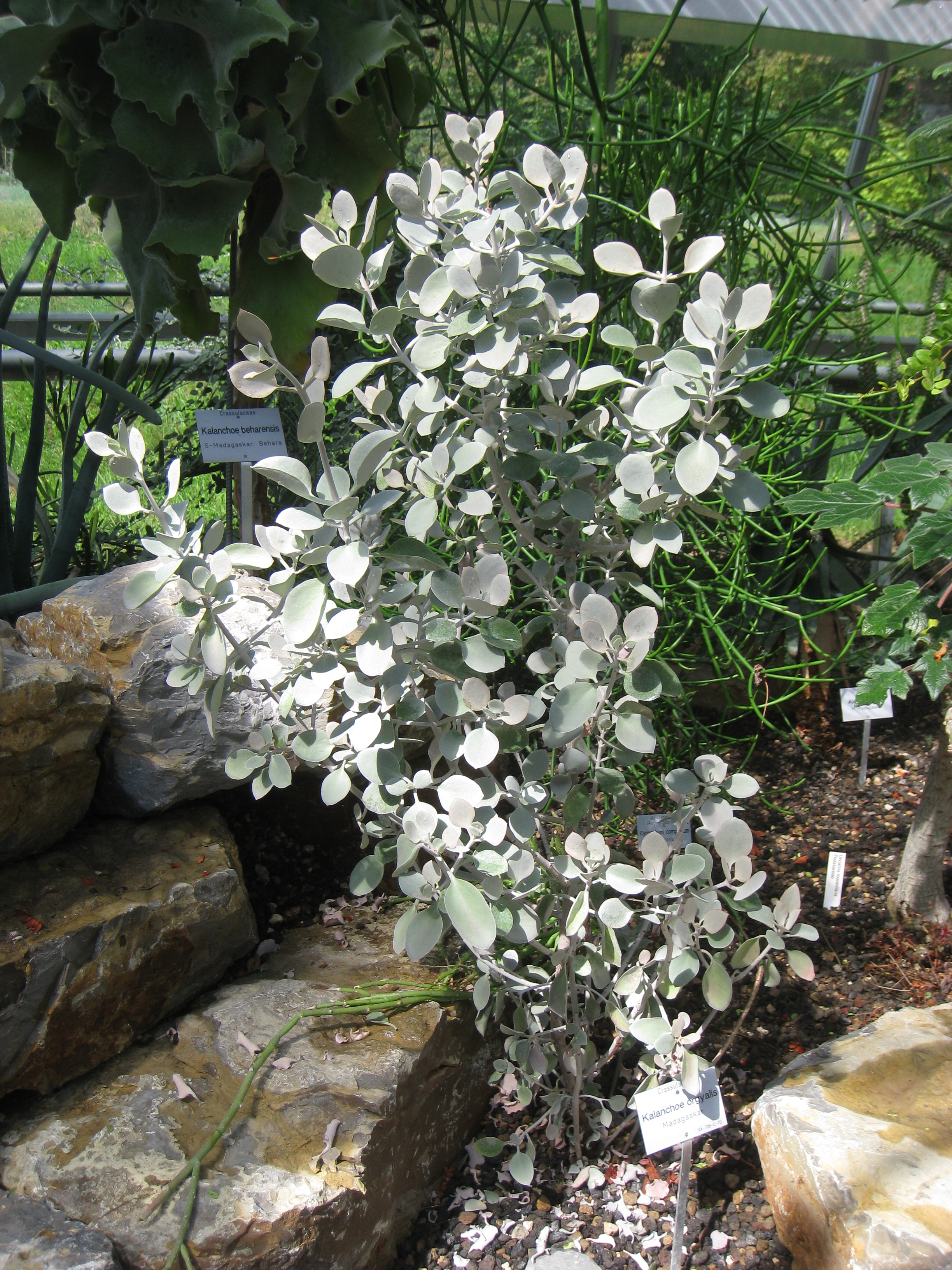
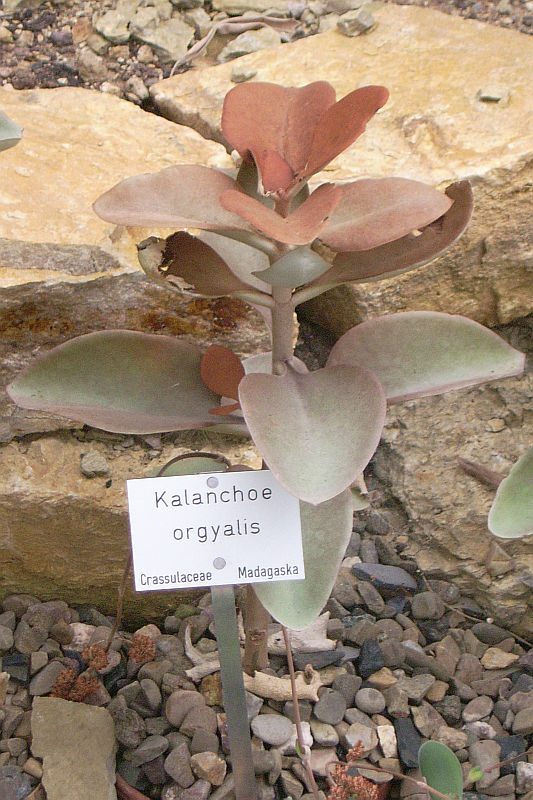
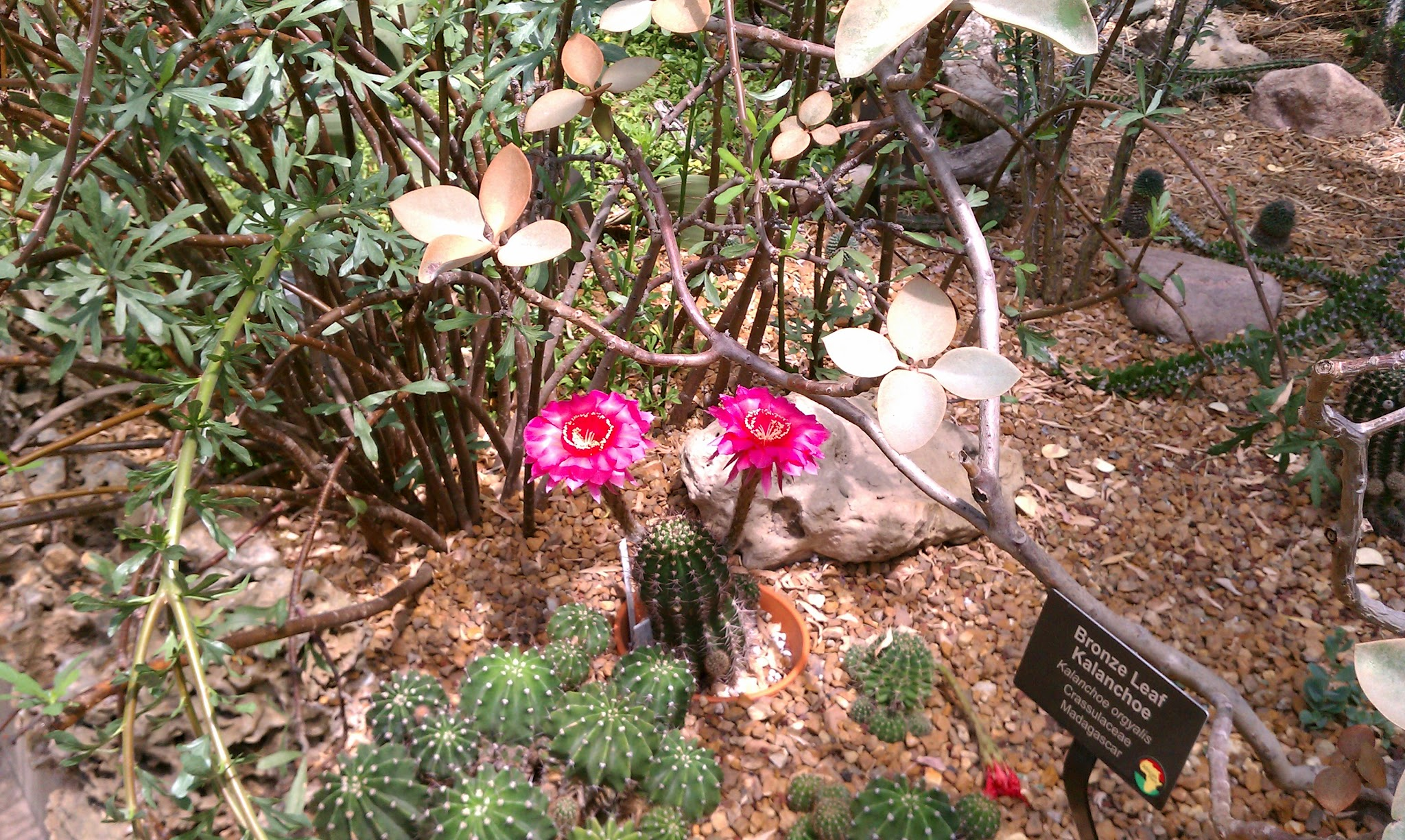
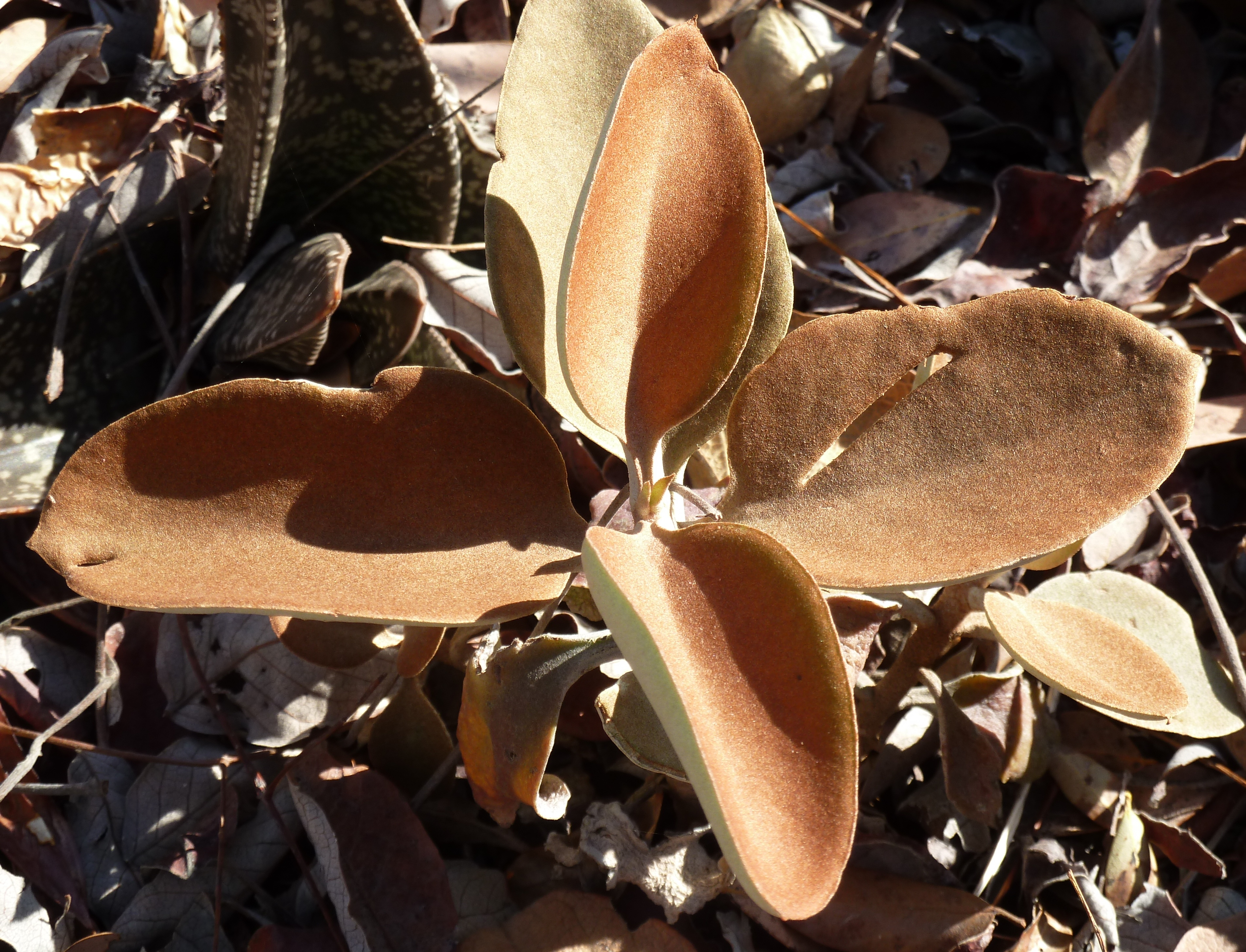
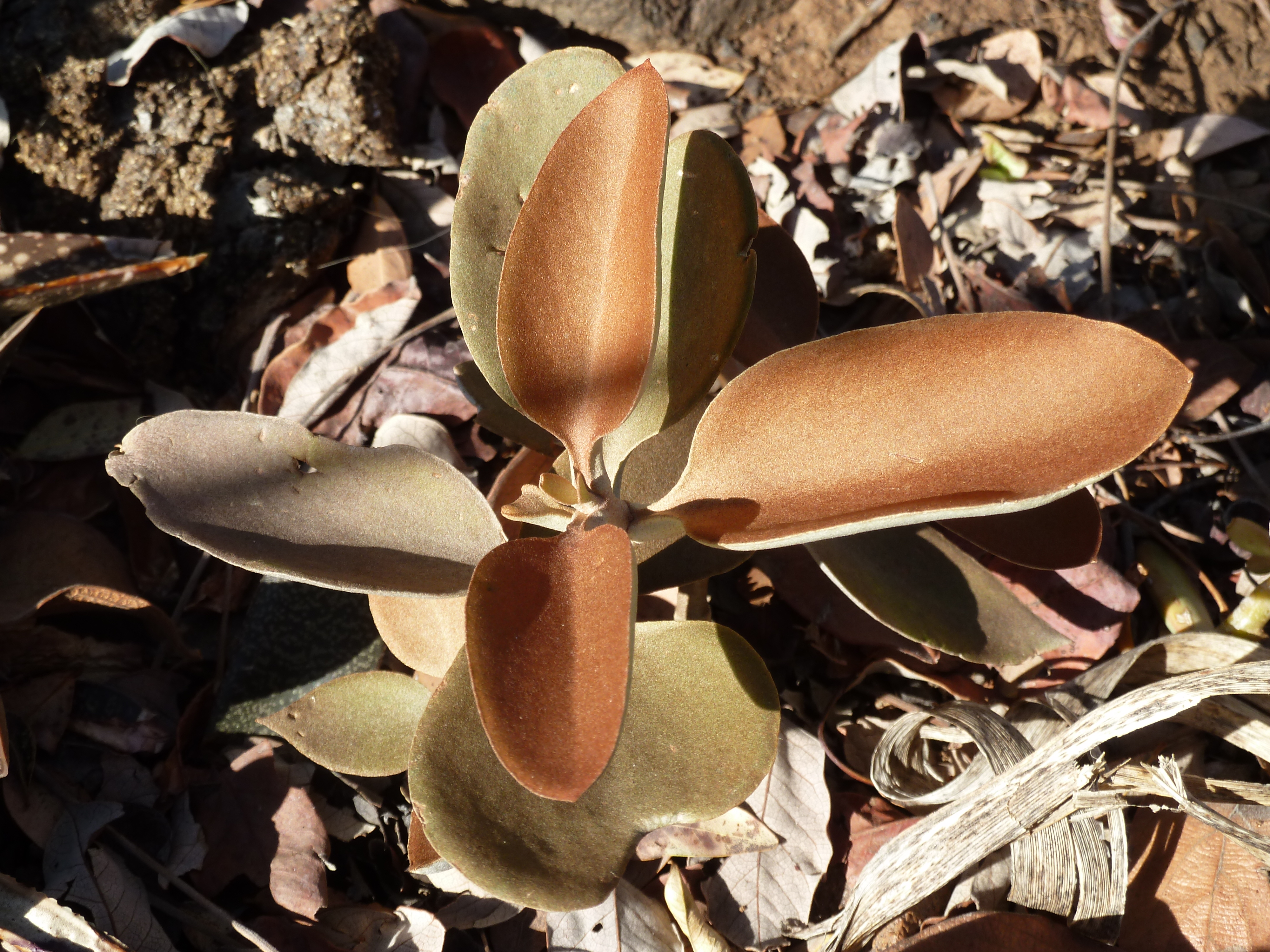